# 이진희 (봅슬레이 선수)
이진희(1984년 4월 20일~)는 대한민국의 봅슬레이 선수로, 2010년 동계 올림픽에 참가했다.